# Молодіжний (Подольський міський округ)
Молоді́жний (рос. Молодёжный) — селище у складі Подольського міського округу Московської області, Росія.
Селище існує з 1952 року як військове містечко, однак статус селища отримав лише 2005 року.